# Evernote
Evernote és una aplicació informàtica amb l'objectiu d'organitzar la informació personal mitjançant arxius de notes. Una “nota” pot esdevenir des d'un text, una pàgina web o fragment d'aquesta, una fotografia, una gravació de veu o fins i tot una nota escrita a mà. Les notes permeten l'opció d'adjuntar altres documents. També es poden classificar en carpetes, etiquetar-les, escriure comentaris, buscar-les i exportar-les com a part d'un quadern.
Evernote va ser fundada per Stepan Pachikov. Cap al final del primer quadrimestre, la versió beta privada d'aquest servei va aconseguir 125.000 usuaris, superant l'estimació de l'equip productiu. Així doncs, es va estrenar una versió beta lliure el 24 de juny del 2008. A l'octubre del 2010, la companyia va adquirir $20 milions de finançament prestats per DoCoMo Capital i amb la participació de Morgenthaler Ventures i Sequoia Capital. Amb aquests últims, al juliol del 2011, el mateix dia que l'aplicació va arribar als 11 milions d'usuaris enregistrats, Phil Libin, director general d'Evernote, comunicava un increment de $50 milions i $70 milions per Meritech Capital i CBC Capital. El 30 de novembre del 2012, Evernote va ampliar el finançament amb $85 milions amb la companyia AGC Equity Partners/m8 Capital i Valiant Capital Partners. El finançament total d'aquests préstecs augmenta fins als $225 milions.
Evernote està disponible en diverses plataformes (incloent OS X, iOS, Chrome OS, Android, Microsoft Windows, Windows Phone, Blackberry i webOS) i ofereix sincronització online i assistència tècnic diària. Evernote no està disponible encara per Linux però els usuaris dels sistemes lliures poden utilitzar la versió de Windows mitjançant Wine o Nevernote.

## Comptes Free i Premium
L'Evernote està disponible en una versió de pagament o una versió gratuïta restringida. La versió Premium costa 4 € al mes o, si es prefereix, 40 € l'any en el 2014.
Els usuaris que utilitzin la versió gratuïta poden pujar documents fins a un límit de 40MB per mes. D'altra banda, pels usuaris que gaudeixen d'un compte Premium el límit està en 500MB. A més, aquesta versió il·limitada conté un millor reconeixement de paraules en imatges, millor seguretat de documents, i la publicació de text en format PDF. El servei gratuït no possibilita accedir als arxius offline en iOS i dispositius Android.
En totes dues version es poden compartir els quaderns de notes per privat amb altres usuaris d'Evernote. No obstant, els usuaris Premium es beneficien de poder donar permís a altres usuaris per a editar aquestes notes. En general, els dos tipus de compte tenen un límit de 100.000 notes i 250 quaderns. Si no t’agrada la versió Premium, sempre pots fer-te enrere sense perdre les teves notes i arxius, tenint en compte que el nombre de megabytes per mes es reduirà.
Evernote també disposa d'una versió per a empreses. L'objectiu d'aquesta és potenciar l'ús compartit de llibres, notes i documents corporatius de manera que són accessibles per a tots els treballadors. Al format empresarial, es poden crear carpetes privades per a la informació que es vulguin mantenir en secret.

## Emmagatzematge
En tots els sistemes operatius suportats, Evernote desa i edita les notes dels seus usuaris en el servidor local. A més, els usuaris amb accés a Internet poden sincronitzar una còpia en els serveis d'Evernote. Això permet que els usuaris puguin accedir i editar la seva informació des de diferents maquinàries i sistemes operatius i continuar arxivant i editant informació sense connexió a Internet. Tot i això, la informació desada als serveis d'Evernote no s'encripta.
El programa d'Evernote es pot descarregar i utilitzar com un programa independent sense utilitzar la versió d'Evernote online. Ens demanarà, igualment, registrar-nos per a instal·lar el programa. Aquest funcionament no permet pujar arxius al servei d'Evernote ni sincronitzar o compartir carpetes amb altres connexions d'Evernote. Tampoc ens serà útil si volem reconèixer el text d'una imatge.

## Escriptura
A part de la característica nota escrita, Evernote permet captures de pantalla, gravacions de veu i, en alguns casos, reconèixer el text de les imatges mitjançant el sistema OCR. En dispositius tàctils permet el reconeixement d'escriptura manual. El complement adjunt d'Evernote per emmagatzemar i organitzar pàgines webs funciona des de qualsevol cercador que permeti marcar seccions d'una web i enllaçar-les a l'aplicació. En cas que no es pugui seleccionar, Evernote emmagatzema la pàgina web sencera.
A més de l'escriptura, Evernote permet enviar per correu electrònic notes al servei. També és capaç d'etiquetar geogràficament les notes. Recentment, mitjançant la xarxa social Twitter, permet desar els “tweets” seleccionats.

## Plataformes
Els usuaris poden utilitzar l'aplicació des de les plataformes Microsoft Windows, OS X, iOS (iPhone, iPad, iPod Touch) Android, Windows Phone 7, Windows Mobile, WebOS, Maemo, Google Wave, Blackberry i la versió beta per Symbian S60. Les plataformes Linux i BSD encara no permetes el seu ús oficial, però ho poden fer mitjançant plataformes externes (vegeu més avall per clients no oficials). També es pot consultar en Windows PC i Mac. A més, disposa de la seva pròpia web. Totes les notes, fotos, documents, arxius d'àudio i pàgines web desades es sincronitzen automàticament en la resta de plataformes que utilitzi l'usuari.
No en totes les plataformes l'aplicació té les mateixes eines. Mentre que a Windows es poden editar tant el textos com els esborranys, Mac només deixa veure aquests últims. L'enllaç de pàgines webs està integrat per Internet Explorar i Safari, però està disponible per Yandex Browser, Firefox, Opera i Google Chrome.

### Plataformes externes
Hi ha usuaris d'Evernote que utilitzen plataformes externes que els permeten connectar-se a l'aplicació. Aquestes són: 
- NixNote, conegut abans com a NeverNote, és una multiplataforma que utilitza Java. Opera en qualsevol OS, Windows i Linux.
- People’s Note és una aplicació per Windows Mobile que integra Evernote. Aquesta és capaç d'emmagatzemar notes offline.
- Ploze permet llegir, buscar i crear notes en Windows Mobile tant si el dispositiu està connectat a Internet o no.
- Geeknote permet accedir, crear i editar notes des de la plataforma Linux.
- Everpad, s'utilitza amb Linux i Ubuntu.[9]

## Skitch
Skitch és una aplicació per a editar i compartir captures de pantalla. Plasq va desenvolupar aquest sistema per a OS X. Aquesta aplicació permet als usuaris afegir text i formes a una imatge per a després compartir-la online. Les imatges es poden exportar en diferents formats. Evernote va comprar Skitch l'agost de 2011 i la incorpora gratuïtament als operadors d'OS X, iOS, Windows 8 i dispositius Android.

## Bretxa de seguretat
El 2 de març del 2013, Evernote va informar que el seu sistema havia estat manipulat per hackers que podien accedir a la informació dels usuaris, incloent el nom, l'adreça electrònica i contrasenyes. Se’ls va demanar als usuaris que canviessin les contrasenyes. A partir d'aquest fet, Evernote va potenciar la seva seguretat utilitzant un sistema de doble autentificació.

## Novetats 2014
Evernote dona la benvinguda als dispositius Pebble Smartwatch que a partir del 14 de març del 2014 podran utilitzar el seu servei de notes. Això significa que els usuaris que no tinguin a mà ni el portàtil ni el mòbil puguin accedir a les notes des del seu rellotge. Concretament, l'aplicació permet buscar les llibretes, notes, dreceres, etiquetes, llistes de verificació i recordatoris.
Una altra novetat d'aquest any és la càmera especial per Post-it. Amb aquest servei, totes les notes escrites en Post-it quedaran escanejades i digitalitzades en el teu compte Evernote. Està disponible per a dispositius iPhone, iPad, Windows Phone i Android.